# Werner Gothein
Werner Gothein (* 8. März 1890 in Karlsruhe; † 2. Juni 1968 in Unteruhldingen) war ein deutscher bildender Künstler.

## Leben
Werner Gothein – Sohn von Eberhard Gothein und seiner Ehefrau Marie Luise Gothein, Bruder von Percy Gothein und Neffe von Georg Gothein – wuchs in Bonn und ab 1904 in Heidelberg auf. Sein Vater lehrte erst an der Universität Bonn und dann an der Universität Heidelberg.
1912 lernte Werner Gothein auf einer Ausstellung die Werke von Ernst Ludwig Kirchner kennen und wurde daraufhin einer von zwei Schülern am MUIM-Institut in Berlin. Diese Bildungsstätte mit dem vollständigen Namen Moderner Unterricht in Malerei hatten Kirchner und Max Pechstein gegründet. Gothein erlernte die Malerei, Bildhauerei und Holzschnitttechnik.
Gothein konnte sich 1918 mit einer Pastellarbeit zu Georg Büchners Woyzeck seine eigene künstlerische Position entwickeln und sich auf diese Weise von seinem Lehrmeister Kirchner lösen. Um 1920 widmete er sich den Entwürfen für keramische Nutzgegenstände, die zwischen 1924 und 1936 in der Staatlichen Majolika-Manufaktur Karlsruhe und den Steingutfabriken Velten-Vordamm realisiert wurden.
1937 wurde in der Nazi-Aktion „Entartete Kunst“ Grafiken Gotheins aus dem Kupferstichkabinett Berlin, dem Museum für Kunst und Heimatgeschichte Erfurt, dem Museum Folkwang Essen, dem Städelschen Kunstinstitut und Städtische Galerie Frankfurt/M, den Kunstsammlungen der Universität Göttingen, der Kunsthalle Hamburg, dem Nassauischen Landesmuseum Wiesbaden und der Städtischen Bildergalerie Wuppertal-Elberfeld beschlagnahmt. Die meisten wurden danach zerstört.
Seit 1945 lebte Werner Gothein in Unteruhldingen, wo er Holzschnitte erstellte. Er war seit seiner Heidelberger Zeit mit Wilhelm Fraenger befreundet.

## Werke

### 1937 als "entartet" beschlagnahmte Grafiken
- Selbstbildnis (Holzschnitt, 50,1 × 40 cm)[2]

- Raucher (Holzschnitt, 25,4 × 13,4 cm)[3]
- Kleinwelt (Radierung, 14,4 × 9,6 cm, 1914)[4]

- Landschaft mit Dorf (Holzschnitt, 37,8 × 43,5 cm; wieder im Kupferstichkabinett Berlin)
- Hansaviertel (Holzschnitt, 39,5 × 42 cm)
- Kirche (Holzschnitt)
- Bildnis (Holzschnitt)
- Zwei Köpfe (Holzschnitt)
- Ackersmann (Holzschnitt)
- Kirche (Holzschnitt)
- Haarwäsche (Holzschnitt)
- Frauenkopf (Holzschnitt, 1920)[5]
- Frauenkopf und Lausbuben (Holzschnitte, 29,8 × 24,5 cm, 1919; Blatt 22 und 23 der beschlagnahmten Zeitschrift in Mappenform "Die Schaffenden", Jg. I, Mappe 3; Hrsg. Paul Westheim, Weimar)

### Weitere Holzschnitte (Auswahl)
- Die 12 Tierkreiszeichen. Ein Holzschnittbuch. Lovis-Presse Kuhn, Schwenningen 1948.
- Die Seiltänzerin und ihr Clown. Eine Erzählung in Holzschnitte. Lovis-Presse Kuhn, Schwenningen 1949.
- Fabeln des Äsop. Erzählt und in Holz geschnitten. Lovis-Presse Kuhn, Schwenningen 1954.
- Abraham. Holzschnitte. Ziegler, Schwenningen 1956.
- Weihnacht – Das Evangelium. Holzschnitte. Württembergische Bibelanstalt, Stuttgart 1961.

- Jean Racine: Bérénice. Tragödie in fünf Akten. Versübersetzung von Rudolf Alexander Schröder. Holzschnitte. Fränkische Bibliophilengesellschaft, Frankfurt am Main 1951.
- Bruno Goetz: Götterlieder – Götterbilder. Holzschnitte. Origo, Zürich 1952.